# Дегелинг
Дегелинг (нем. Dägeling) — община в Германии, в земле Шлезвиг-Гольштейн. 
Входит в состав района Штайнбург. Подчиняется управлению Кремпермарш.  Население составляет 1030 человек (на 31 декабря 2010 года). Занимает площадь 7,53 км².